# 江翠護樹運動
江翠護樹運動是2013年發生在台湾板橋區江翠國中內，因质疑新北市政府不當遷移樹木，引發部分民眾開展的護樹行動。
2013年3月28日，新北市政府遷移板橋區江翠國中內有數十年歷史的老榕樹32株，引發一些愛樹人士不滿，潘翰疆、潘翰聲與王鐘銘等人與社區居民組成江翠護樹志工團進行護樹運動。護樹過程中，潘翰疆爬上榕樹，在樹上居住12天，隨後遭警方強制送醫。潘翰聲與王鐘銘在運動中遭到逮捕。